# Gibberish

Lorem ipsum es un texto que se utiliza para realizar pruebas. Se le considera gibberish.

En inglés gibberish, también llamado jibber-jabber o gobbledygook (y galimatías o algarabía en español), es una forma de hablar que no tiene sentido o no lo parece. Incluye la pronunciación de sonidos que no son realmente palabras,pseudopalabras, juegos lingüísticos y jerga especializada que resulta absurda para quienes no la conocen.
También se utiliza gibberish como imprecación para denigrar o desacreditar ideas u opiniones con las que el usuario no está de acuerdo o le resultan molestas, un equivalente aproximado de «sinsentido», «palabrería» o «faramalla». La implicación es que la expresión o proposición criticada carece de sustancia o congruencia, en lugar de ser simplemente una opinión diferente.
La palabra asociada jibber-jabber hace referencia a una conversación rápida y difícil de entender.

## Etimología
La etimología de gibberish es incierta. El término apareció por primera vez en inglés a principios del siglo XVI. Generalmente se cree que es una onomatopeya imitativa del habla, similar a las palabras en inglés jabber (hablar rápidamente) y gibber (hablar inarticuladamente).
Puede tener su origen en la palabra jib, que es la variante anglorromana de la palabra en lengua romaní que significa «lengua» o «idioma». Para los no hablantes, el dialecto anglo-romaní podría sonar como inglés mezclado con palabras sin sentido, y si esas palabras aparentemente sin sentido se denominan jib, entonces podría derivarse el término gibberish como descriptor del habla sin sentido.
Samuel Johnson, en A Dictionary of the English Language (Diccionario de la lengua inglesa), publicado en 1755, escribió que la palabra gibberish «probablemente deriva del chymical cant, y originalmente implicaba la jerga de Geber y su tribu». La teoría era que gibberish procedía del nombre de un famoso alquimista musulmán del siglo VIII, Ŷabir ibn Hayyan, cuyo nombre se latinizó como Geber. Así pues, gibberish era una referencia a la incomprensible jerga técnica y al lenguaje codificado alegórico utilizado por Jabir y otros alquimistas. Después de 1818, los editores del Diccionario Johnson rechazaron esa teoría del origen.
Una teoría alternativa desacreditada afirma que la palabra deriva del término irlandés gob o gab (boca) o de la frase irlandesa Geab ar ais (hablar hacia atrás). Esta última etimología irlandesa fue sugerida por Daniel Cassidy, cuyo trabajo ha sido criticado por lingüistas y estudiosos. Los términos geab y geabaire son ciertamente palabras irlandesas, pero la frase geab ar ais no existe, y la palabra gibberish existe como préstamo en irlandés como gibiris.
El término gobbledygook fue acuñado por Maury Maverick, ex congresista de Texas y exalcalde de San Antonio. Cuando Maverick era presidente de la Smaller War Plants Corporation durante la Segunda Guerra Mundial, envió un memorándum que decía: «Sea breve y utilice un inglés sencillo. (...) Absténgase del lenguaje gobbledygook». Maverick definía el gobbledygook como «charla o escrito largo, pomposo, vago, enrevesado, normalmente con palabras latinizadas». La alusión era a un pavo, «siempre glugluteando y pavoneándose con una pomposidad ridícula».

## Usos

### Gobbledygook
El término «gobbledygook» tiene una larga historia de uso en la política para burlarse de declaraciones deliberadamente turbias y explicaciones complicadas pero ineficaces. He aquí algunos ejemplos:
- Grabación de Nixon en la Oficina Oval del 14 de junio de 1971, que mostraba a H. R. Haldeman describiendo una situación a Nixon diciendo que era «... un montón de gobbledygook. Pero del gobbledygook sale algo muy claro: No se puede confiar en el gobierno; no se puede creer lo que dicen».[24]
- El presidente Ronald Reagan explicó las revisiones de la ley tributaria en un discurso a la nación usando la palabra, el 28 de mayo de 1985, diciendo que «la mayoría no mejoraron el sistema; lo hicieron más parecido al propio Washington: Complicado, injusto, repleto de gobbledygooks y vacíos legales, diseñado para aquellos con poder e influencia para contratar asesores legales y fiscales de alto precio».[25]
- En 2017, el juez del Tribunal Supremo de Estados Unidos John Roberts tachó el razonamiento sociológico cuantitativo de «gobbledygook», al argumentar en contra del uso de cualquier prueba matemática para el gerrymandering.[26]
- Michael Shanks, expresidente del Consejo Nacional del Consumidor de Gran Bretaña, definió el gobbledygook profesional como una jerga inadecuada destinada a confundir a los inexpertos: «El gobbledygook puede indicar una incapacidad para pensar con claridad, un desprecio por los clientes o, más probablemente, una mezcla de ambas cosas. Un sistema que no puede o no quiere comunicarse no es una base segura para una democracia».[27]

### En actuación
Utilizar el gibberish mientras se actúa puede servir como ejercicio de improvisación en la enseñanza de las artes escénicas. Otro uso del gibberish es como parte de la «meditación del gibberish» de Rajneesh.

### En canciones
El artista musical italiano Adriano Celentano escribió e interpretó la canción «Prisencolinensinainciusol» en gibberish como imitación intencionada del sonido del inglés estadounidense para quienes no dominan el idioma.

## Otros términos y usos
Los términos officialese o bureaucratese hacen referencia al lenguaje utilizado por funcionarios o autoridades. El legalese es un concepto estrechamente relacionado, que se refiere al lenguaje utilizado por abogados, legisladores y otras personas relacionadas con la ley. El lenguaje utilizado en estos campos puede contener frases complejas y jerga especializada o palabras de moda (buzzwords), lo que dificulta su comprensión por quienes no pertenecen a ese ámbito.
Los hablantes o redactores de officialese o legalese pueden reconocer que es confusa o incluso carente de sentido para las personas ajenas, pero consideran que su uso es apropiado dentro de su organización o grupo.
Bafflegab es un sinónimo, un término del argot que se refiere a un uso confuso o generalmente ininteligible de la jerga.

## Gibberlink en ciencias de la computación
Ha sido probado que los modelos de inteligencia artificial suelen comunicarse entre sí en gibberlink, lenguaje ininteligible para humanos.